# Federația Română de Fotbal Tenis CAJ
Federația Română de Fotbal-Tenis - Cluburi și Asociații Județene (FRFT-CAJ), este organismul de conducere a activității de fotbal-tenis din România. Înființată în anul 1990, este membră a Comitetului Olimpic Român (COSR) și a Federației Internaționale de Fotbal-Tenis Asociație (FIFTA).

## Vezi și
- Sportul în România